# الاتحاد اليمني لكرة القدم
الاتحاد اليمني لكرة القدم، هو الهيئة المشرفة على رياضة كرة القدم في اليمن. تأسس عام 1962. انضم إلى الاتحاد الآسيوي عام 1962، وإلى الاتحاد الدولي لكرة القدم (الفيفا) عام 1980م.
في عام 2005، علق الاتحاد الدولي لكرة القدم (الفيفا) عضوية الاتحاد اليمني لكرة القدم بسبب تدخل السلطات السياسية اليمنية في الشؤون الداخلية للاتحاد اليمني، منتهكة بذلك المادة 17 من النظام الأساسي للفيفا.